# میخک ژاپنی
میخک ژاپنی(نام علمی: Pittosporum tobira) نام یک گونه از سرده میخک درختی است.